# (261690) Jodorowsky
(261690) Jodorowsky est un astéroïde de la ceinture principale découvert le 24 décembre 2005 par Jean-Claude Merlin. Il reçoit la désignation provisoire 2005 YU210. Il porte le nom de l'auteur et réalisateur franco-chilien Alejandro Jodorowsky depuis le 24 juillet 2013.